# Championnat de France de basket-ball 1935-1936
Navigation
Saison précédente Saison suivante
La saison 1935-1936 du championnat de France de basket-ball Excellence est la 16e édition du championnat de France masculin de basket-ball. Le SCPO Paris est titré champion de France.

## Présentation
Le championnat Excellence regroupe 32 équipes et se dispute par élimination jusqu'à la finale. Le 1er tour est organisé le dimanche 3 novembre 1935 et la finale, initialement prévue le 16 février 1936, est repoussée au dimanche 23 février 1936 au Stade Roland-Garros pour cause d'intempéries.

## Équipes participantes
Les 32 équipes présentes au 1er tour du championnat.
- FA Mulhouse
- US Suisse
- CA Mulhouse
- FO Grenoble
- JA Charleville
- JSP Issy
- ASC Rennais
- AS Saint Rogatien
- CAUFA Reims
- CRS 4 Chemins
- SAN Nice
- FO Piscénois
- AS Montferrandaise
- Stade Bordelais UC
- FC Lyon
- AS Cannes
- AS Stéphanoise
- ASABH
- Olympique lillois
- SS Nilvange
- AS Saint-Hippolyte
- AS Strasbourg
- SCPO Paris
- CAUFA Romilly
- US Métro
- Étoile Dinardaise
- Stade français
- US Tourcoing
- Paris UC
- US Assomption
- SA Montrouge
- AC Wattrelos

## Phase finale
|  | Huitièmes de finale             | Huitièmes de finale       |                    |    | Quarts de finale        | Quarts de finale        |  |  | Demi-finales           | Demi-finales           |  |  | Finale                                       | Finale                                       |
|  | Huitièmes de finale             | Huitièmes de finale       |                    |    | Quarts de finale        | Quarts de finale        |  |  | Demi-finales           | Demi-finales           |  |  | Finale                                       | Finale                                       |
|  |                                 |                           |                    |    |                         |                         |  |  |                        |                        |  |  |                                              |                                              |
|  | 24 novembre 1935, Le Mans       | 24 novembre 1935, Le Mans |                    |    | 15 décembre 1935, Paris | 15 décembre 1935, Paris |  |  | 12 janvier 1936, Reims | 12 janvier 1936, Reims |  |  | 23 février 1936, Paris (Stade Roland-Garros) | 23 février 1936, Paris (Stade Roland-Garros) |
|  | 24 novembre 1935, Le Mans       | 24 novembre 1935, Le Mans |                    |    | 15 décembre 1935, Paris | 15 décembre 1935, Paris |  |  | 12 janvier 1936, Reims | 12 janvier 1936, Reims |  |  | 23 février 1936, Paris (Stade Roland-Garros) | 23 février 1936, Paris (Stade Roland-Garros) |
|  | ASC Rennais                     | 35                        |                    |    | 15 décembre 1935, Paris | 15 décembre 1935, Paris |  |  | 12 janvier 1936, Reims | 12 janvier 1936, Reims |  |  | 23 février 1936, Paris (Stade Roland-Garros) | 23 février 1936, Paris (Stade Roland-Garros) |
|  | ASC Rennais                     | 35                        |                    |    | 15 décembre 1935, Paris | 15 décembre 1935, Paris |  |  | 12 janvier 1936, Reims | 12 janvier 1936, Reims |  |  | 23 février 1936, Paris (Stade Roland-Garros) | 23 février 1936, Paris (Stade Roland-Garros) |
|  | Paris UC                        | 48                        |                    |    | 15 décembre 1935, Paris | 15 décembre 1935, Paris |  |  | 12 janvier 1936, Reims | 12 janvier 1936, Reims |  |  | 23 février 1936, Paris (Stade Roland-Garros) | 23 février 1936, Paris (Stade Roland-Garros) |
|  | Paris UC                        | 48                        | Paris UC           | 28 |                         |                         |  |  | 12 janvier 1936, Reims | 12 janvier 1936, Reims |  |  | 23 février 1936, Paris (Stade Roland-Garros) | 23 février 1936, Paris (Stade Roland-Garros) |
|  | 24 novembre 1935, Saint-Dizier  |                           | Paris UC           | 28 |                         |                         |  |  | 12 janvier 1936, Reims | 12 janvier 1936, Reims |  |  | 23 février 1936, Paris (Stade Roland-Garros) | 23 février 1936, Paris (Stade Roland-Garros) |
|  |                                 | US Métro                  | 36                 |    |                         |                         |  |  | 12 janvier 1936, Reims | 12 janvier 1936, Reims |  |  | 23 février 1936, Paris (Stade Roland-Garros) | 23 février 1936, Paris (Stade Roland-Garros) |
|  | FA Mulhouse                     | US Métro                  | 36                 | 26 |                         |                         |  |  | 12 janvier 1936, Reims | 12 janvier 1936, Reims |  |  | 23 février 1936, Paris (Stade Roland-Garros) | 23 février 1936, Paris (Stade Roland-Garros) |
|  | FA Mulhouse                     | 15 décembre 1935, Reims   |                    | 26 |                         |                         |  |  | 12 janvier 1936, Reims | 12 janvier 1936, Reims |  |  | 23 février 1936, Paris (Stade Roland-Garros) | 23 février 1936, Paris (Stade Roland-Garros) |
|  | US Métro                        | 50                        |                    |    |                         |                         |  |  | 12 janvier 1936, Reims | 12 janvier 1936, Reims |  |  | 23 février 1936, Paris (Stade Roland-Garros) | 23 février 1936, Paris (Stade Roland-Garros) |
|  | US Métro                        | 50                        | US Métro           | 38 |                         |                         |  |  |                        |                        |  |  | 23 février 1936, Paris (Stade Roland-Garros) | 23 février 1936, Paris (Stade Roland-Garros) |
|  | 24 novembre 1935, Maison-Alfort |                           | US Métro           | 38 |                         |                         |  |  |                        |                        |  |  | 23 février 1936, Paris (Stade Roland-Garros) | 23 février 1936, Paris (Stade Roland-Garros) |
|  |                                 | Olympique lillois         | 26                 |    |                         |                         |  |  |                        |                        |  |  | 23 février 1936, Paris (Stade Roland-Garros) | 23 février 1936, Paris (Stade Roland-Garros) |
|  | ASABH                           | Olympique lillois         | 26                 | 36 |                         |                         |  |  |                        |                        |  |  | 23 février 1936, Paris (Stade Roland-Garros) | 23 février 1936, Paris (Stade Roland-Garros) |
|  | ASABH                           | 12 janvier 1936, Lyon     |                    | 36 |                         |                         |  |  |                        |                        |  |  | 23 février 1936, Paris (Stade Roland-Garros) | 23 février 1936, Paris (Stade Roland-Garros) |
|  | JA Charleville                  | 29                        |                    |    |                         |                         |  |  |                        |                        |  |  | 23 février 1936, Paris (Stade Roland-Garros) | 23 février 1936, Paris (Stade Roland-Garros) |
|  | JA Charleville                  | 29                        | ASABH              | 23 |                         |                         |  |  |                        |                        |  |  | 23 février 1936, Paris (Stade Roland-Garros) | 23 février 1936, Paris (Stade Roland-Garros) |
|  | 24 novembre 1935, Amiens        |                           | ASABH              | 23 |                         |                         |  |  |                        |                        |  |  | 23 février 1936, Paris (Stade Roland-Garros) | 23 février 1936, Paris (Stade Roland-Garros) |
|  |                                 | Olympique lillois         | 37                 |    |                         |                         |  |  |                        |                        |  |  | 23 février 1936, Paris (Stade Roland-Garros) | 23 février 1936, Paris (Stade Roland-Garros) |
|  | Olympique lillois               | Olympique lillois         | 37                 | 54 |                         |                         |  |  |                        |                        |  |  | 23 février 1936, Paris (Stade Roland-Garros) | 23 février 1936, Paris (Stade Roland-Garros) |
|  | Olympique lillois               | 15 décembre 1935, Lyon    |                    | 54 |                         |                         |  |  |                        |                        |  |  | 23 février 1936, Paris (Stade Roland-Garros) | 23 février 1936, Paris (Stade Roland-Garros) |
|  | Stade français                  | 39                        |                    |    |                         |                         |  |  |                        |                        |  |  | 23 février 1936, Paris (Stade Roland-Garros) | 23 février 1936, Paris (Stade Roland-Garros) |
|  | Stade français                  | 39                        | US Métro           | 23 |                         |                         |  |  |                        |                        |  |  |                                              |                                              |
|  | 24 novembre 1935, Noyon         |                           | US Métro           | 23 |                         |                         |  |  |                        |                        |  |  |                                              |                                              |
|  |                                 | SCPO Paris                | 33                 |    |                         |                         |  |  |                        |                        |  |  |                                              |                                              |
|  | CAUFA Reims                     | SCPO Paris                | 33                 | 20 |                         |                         |  |  |                        |                        |  |  |                                              |                                              |
|  | CAUFA Reims                     |                           |                    | 20 |                         |                         |  |  |                        |                        |  |  |                                              |                                              |
|  | AS Saint-Hippolyte              | 34                        |                    |    |                         |                         |  |  |                        |                        |  |  |                                              |                                              |
|  | AS Saint-Hippolyte              | 34                        | AS Saint-Hippolyte | 19 |                         |                         |  |  |                        |                        |  |  |                                              |                                              |
|  | 24 novembre 1935, Fontainebleau |                           | AS Saint-Hippolyte | 19 |                         |                         |  |  |                        |                        |  |  |                                              |                                              |
|  |                                 | AS Montferrandaise        | 48                 |    |                         |                         |  |  |                        |                        |  |  |                                              |                                              |
|  | AS Montferrandaise              | AS Montferrandaise        | 48                 | 47 |                         |                         |  |  |                        |                        |  |  |                                              |                                              |
|  | AS Montferrandaise              | 15 décembre 1935, Nancy   |                    | 47 |                         |                         |  |  |                        |                        |  |  |                                              |                                              |
|  | SA Montrouge                    | 26                        |                    |    |                         |                         |  |  |                        |                        |  |  |                                              |                                              |
|  | SA Montrouge                    | 26                        | AS Montferrandaise | 31 |                         |                         |  |  |                        |                        |  |  |                                              |                                              |
|  | 24 novembre 1935, Lyon          |                           | AS Montferrandaise | 31 |                         |                         |  |  |                        |                        |  |  |                                              |                                              |
|  |                                 | SCPO Paris                | 35                 |    |                         |                         |  |  |                        |                        |  |  |                                              |                                              |
|  | CA Mulhouse                     | SCPO Paris                | 35                 | 31 |                         |                         |  |  |                        |                        |  |  |                                              |                                              |
|  | CA Mulhouse                     |                           |                    | 31 |                         |                         |  |  |                        |                        |  |  |                                              |                                              |
|  | SAN Nice                        | 13                        |                    |    |                         |                         |  |  |                        |                        |  |  |                                              |                                              |
|  | SAN Nice                        | 13                        | CA Mulhouse        | 19 |                         |                         |  |  |                        |                        |  |  |                                              |                                              |
|  | 24 novembre 1935, Gien          |                           | CA Mulhouse        | 19 |                         |                         |  |  |                        |                        |  |  |                                              |                                              |
|  |                                 | SCPO Paris                | 21                 |    |                         |                         |  |  |                        |                        |  |  |                                              |                                              |
|  | FC Lyon                         | SCPO Paris                | 21                 | 21 |                         |                         |  |  |                        |                        |  |  |                                              |                                              |
|  | FC Lyon                         |                           |                    | 21 |                         |                         |  |  |                        |                        |  |  |                                              |                                              |
|  | SCPO Paris                      | 44                        |                    |    |                         |                         |  |  |                        |                        |  |  |                                              |                                              |
|  | SCPO Paris                      | 44                        |                    |    |                         |                         |  |  |                        |                        |  |  |                                              |                                              |